# Долішні Трогерці
Долішні Трогерці (мак. Долно Трогерци) — село у Північній Македонії, яке входить до общини Карбинці, що в Східному регіоні країни.
Громада складається з 4 осіб (перепис 2002): за національністю — всі македонці. Село розкинулося в низинній місцевості (середні висоти — 393 метрів), яку македонці називають Овче поле.